# William H. Potstock
William Herman Potstock, eigentlich Wilhelm Hermann Potstock (* 1872 in Norddeutschland; † 1941 in Chicago) war ein deutsch-amerikanischer Musiker und Komponist. Sein bekanntestes Werk ist Souvenir de Sarasate.

## Leben
Potstock wanderte 1881 als Kind mit seiner Familie aus Preußen über Bremen in die USA aus. Er lebte und arbeitete als selbständiger Musiklehrer und Musiker in Chicago. Im Jahr 1895 heiratete er Martha Bock, das Paar hatte zwei Kinder: Stella (* 1896) und Eugene (* 1901 in Chicago; † 1979 in Wisconsin). Seine Tochter Stella war ebenfalls Musikerin.

## Werke
- Souvenir de Sarasate: Fantasia Espagnole für Violine und Klavier in D-Dur, Op. 15